# Katie Hewison
Katie Hewison née Ingram le 26 juillet 1985 à Wembley en Angleterre est une triathlète et duathlète professionnelle britannique, championne du monde  et d'Europe de duathlon en 2011 et 2014.

## Biographie
Katie Hewison commence le sport à l'âge de 9 ans par la natation et poursuit son évolution vers la course à pied pendant ses années de collège.
Elle débute dans la course en montagne. Elle remporte notamment la course du Snowdon en 2008 et 2009. Aux championnats d'Europe de course en montagne 2008, elle termine 9e et remporte la médaille d'or par équipe avec Sarah Tunstall et Victoria Wilkinson. Elle remporte la médaille d'or sur l'épreuve de montée et descente ainsi que la médaille d'argent sur l'épreuve de montée lors des championnats du Commonwealth de course en montagne et ultradistance 2009. La même année, elle termine 6e aux championnats du monde de course en montagne.
Elle commence une carrière dans le triathlon en 2009, lorsqu'elle est admise au sein de l'équipe britannique Fast Track Trigold financé par Barrie Wells. N'ayant jamais pratiqué le cyclisme, elle profite de cette sélection pour se former à temps plein au centre de haute performance sportive de Loughborough où elle est entrainée pas un spécialiste du triathlon : Rick Velatti. Après de conséquent progrès, elle subit en 2010, un accident de vélo qui remet en cause sa continuité dans ce sport, les dix-huit mois de convalescence entamant son enthousiasme et son moral. Elle se marie en 2011 et déménage dans le Surrey avec son mari[réf. nécessaire]. Elle fait son retour cette même année en remportant un titre majeur, celui de championne du monde de duathlon. Ce retour lui redonnant confiance, elle reprend sa carrière avec son nouvel entraineur, Darren Smith[réf. nécessaire]. En 2014, elle remporte le titre de championne d'Europe de duathlon en Autriche et devance l'Autrichienne Andrea Mayr et la Française Sandra Levenez.

## Palmarès en triathlon
Le tableau présente les résultats les plus significatifs (podium) obtenus sur le circuit national et international de duathlon et de triathlon depuis 2010,.
| Année | Compétition                                             | Pays        | Position          | Temps           |
| ----- | ------------------------------------------------------- | ----------- | ----------------- | --------------- |
| 2014  | Championnats d'Europe de duathlon                       | Autriche    | Médaille d'or     | 2 h 9 min 12 s  |
| 2014  | Championnats d'Europe de duathlon en relais par équipes | Autriche    | Médaille d'or     | 0 h 43 min 20 s |
| 2014  | Championnats de Grande-Bretagne de duathlon sprint      | Royaume-Uni | Médaille d'argent | 1 h 0 min 41 s  |
| 2012  | Championnats du monde de duathlon                       | France      | Médaille d'argent | 1 h 53 min 42 s |
| 2011  | Championnats du monde de duathlon                       | Espagne     | Médaille d'or     | 2 h 2 min 45 s  |
| 2010  | Championnats d'Europe de duathlon                       | France      | Médaille d'argent | 1 h 51 min 13 s |

| Année | Compétition                        | Pays    | Position           | Temps           |
| ----- | ---------------------------------- | ------- | ------------------ | --------------- |
| 2012  | Coupe du monde - l'étape de Cancún | Mexique | Médaille d'or      | 1 h 0 min 19 s  |
| 2010  | Coupe d'Europe - l'étape d'Alanya  | Turquie | Médaille de bronze | 1 h 56 min 23 s |
| 2010  | Coupe d'Afrique - Agadir           | Maroc   | Médaille d'or      | 2 h 9 min 28 s  |

## Palmarès en course en montagne
| no  | féminin           | Course                                                                  | Longueur | Départ            | Temps           |
| --- | ----------------- | ----------------------------------------------------------------------- | -------- | ----------------- | --------------- |
| 29e | Médaille d'or     | Course du Snowdon                                                       | 15,35 km | 26 juillet 2008   | 1 h 20 min 44 s |
| 20e | Médaille d'or     | Course du Snowdon                                                       | 15,35 km | 16 juillet 2009   | 1 h 15 min 34 s |
| 2e  | Médaille d'argent | Championnats du Commonwealth de course en montagne - Montée             | 8 km     | 18 septembre 2009 | 48 min 43 s     |
| 1re | Médaille d'or     | Championnats du Commonwealth de course en montagne - Montée et descente | 8 km     | 19 septembre 2009 | 40 min 12 s     |